# Tesoro acumulado de Neupotz

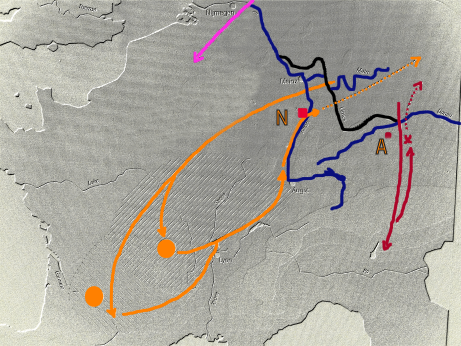
Saqueos de los alamanes (naranja), jutungos (rojo) y francos (rosa) en 260
N = Neupotz, A = Augsburgo

El tesoro acumulado de Neupotz (Hortfund von Neupotz), también llamado tesoro bárbaro, fue hallado durante una excavación ilegal en un brazo del Rin Superior cerca de la localidad Neupotz en los alrededores de Espira en el sureste del estado federado alemán Renania-Palatinado. Pesa más de 700 kg y por lo tanto es considerado el mayor hallazgo de metal de la época romana al norte de los Alpes. El tesoro con más de 1000 objetos de bronce, latón, hierro y plata documenta perfectamente la vida de la población en una provincia romana con distintos objetos como p.ej. vajilla, monedas, herramientas, armas y objetos sagrados.